# Pycnoschema cuspidatum
Pycnoschema cuspidatum är en skalbaggsart som beskrevs av Thomson 1859. Pycnoschema cuspidatum ingår i släktet Pycnoschema och familjen Dynastidae. Inga underarter finns listade i Catalogue of Life.